# Rhynchobatus laevis
Rhynchobatus laevis е вид акула от семейство Rhinobatidae. Видът е уязвим и сериозно застрашен от изчезване.

## Разпространение
Разпространен е в Австралия, Бангладеш, Индия, Китай, Оман, Пакистан, Танзания, Шри Ланка и Япония.